# Deadpool
Deadpool är en seriefigur från Marvel Comics skapad av Fabian Nicieza och Rob Liefeld. Han är en legosoldat, en skurk eller en antihjälte, allt beroende av sammanhanget. Han dök först upp i det amerikanska seriealbumet The New Mutants #98 i februari 1991. Till skillnad från andra seriefigurer i Marvels universum så är Deadpool väl medveten om att han är i en serietidning. Han är känd för att vid upprepade tillfällen bryta den fjärde väggen.
Deadpool är med i X-Men Origins: Wolverine, där han spelas av Ryan Reynolds. Deadpool fick sedan sin egen film-serie skapad av Marvel Comics & Walt Disney Studios Motion Pictures där första filmen i serien Deadpool hade biopremiär den 12 februari 2016. Den andra filmen i serien Deadpool 2 hade biopremiär 16 maj 2018. Den tredje och sista filmen i serien Deadpool & Wolverine hade biopremiär 24 juli 2024. Reynolds spelar återigen huvudrollen.

## Historia

### 1990-talet
Deadpool skapades av Fabian Nicieza och Rob Liefeld. Han gjorde sin debut i The New Mutants #98 i februari 1991. Idén kom från DC Comics‐skurken Deathstroke. Liefeld var ett stort fan av figuren och Teen Titans. Nicieza gav Deadpool namnet "Wade Wilson" för att visa läsarna att de var öppna med "stölden". Deathstrokes alter ego är Slade Wilson.
I Deadpools första framträdanden är han anlitad av skurken Tolliver för att mörda Cable. Därefter syntes han i X-Force och i flera serietidningar som The Avengers, Daredevil och Heroes for Hire. 1993 fick han sin egen miniserie som hette The Circle Chase. Den är skriven av Fabian Nicieza och ritad av Joe Madureira. 1994 fick Deadpool sina andra miniserie av Mark Waid och Ian Churchill.
1997 fick han en ny serie, Deadpool, som till en början skrevs av Joe Kelly och Ed McGuinness. Serien nådde kultstatus för sitt okonventionella upplägg och Kellys användande av fjärde väggen. Deadpool togs sedan över av Christopher Priest.

### 2000-talet
2002 släpptes serien Agent X av Gail Simone där Deadpool medverkar. 2004 kom Deadpools nästa framträdande i tidningen Cable & Deadpool. 2008 påbörjades en serie av Daniel Way. Den avslutades i oktober 2012.
2009 utkom en serie, Deadpool: Merc with a Mouth, som är skriven av Victor Gischler och ritad av Bong Dazo.

### 2010-talet
2010 släpptes en annan serie, Deadpool Corps, av Victor Gischler. Samma år släppte Marvel Knights och Max Comics serierna Deadpool: Wade Wilson's War och Deadpool MAX. Marvel NOW! har också gett ut en serie där Deadpool medverkar tillsammans med Red Hulk, Punisher, Elektra och Venom.

## Bakgrund
Deadpool skapades i det så kallade Weapon X-programmet, vilket även botade hans cancer genom att han fick något som kan kallas en läkefaktor, i likhet med den som Wolverine har. Deadpool lider dessutom av hudproblem och mental instabilitet på grund av läkefaktorn. Den gör samtidigt honom i princip odödlig.

## Superkrafter
Deadpool har samma läkekrafter som superhjälten Wolverine (Järven) eftersom han också deltog i samma experiment som gav Wolverine sina superkrafter. Hans läkande egenskaper är så snabb så att han nästan är odödlig. Om han skulle förlora en lem så kan den växa ut på bara några minuter. Hans krafter ger honom en resistens mot gifter, droger och sjukdomar. Han är också en atlet såsom snabbhet, styrka och har snabba reflexer. Förutom hans läkekraft kan han även teleportera sig (beroende vem som skriver manus), han kan prata direkt till läsaren för att han är medveten om att han är en seriefigur samt att han kan ta fram vapen från ingenstans, på engelska kallas det "magic satchel" som översätts till ungefär "magisk ficka".

## Mottagande
Deadpool hamnade på en 45:e plats på Empires "Greatest Comic Book Character". IGN rankade Deadpool som nr 31 på deras lista "Top 100 Comic Book Heroes".